# Семејски
Семејски (рус. Семейские) су руска етничка заједница старовераца који су насељавали регион Забајкалске Покрајине (подручје Русије иза Бајкалског језера у Сибиру) још од владавине Катарине Велике у 18. веку  Њихова култура представља остатак руских културних израза пре 17. века, због чега су њихов културни простор и усмена култура 2001. године постали нематеријална светска баштина, а 2008. године уписани су на УНЕСКО-ову листу нематеријалне светске баштине у Азији и Пацифику. .

## Историја
Након што је патријарх Руске православне цркве патријарх Никон увео црквене реформе у којима је желео да приближи руске црквене обреде обредима Грчке православне цркве (1652-66), 1666. уследио је раскол којим су се од Цркве одвојили тзв. „Староверци“ (старообря́дцы) или „старовјерни“ (старове́ры) који нису прихватили ове промене. Староверци су и даље вршили обреде на староруски начин, упркос снажној репресији Цркве и руске државе.
Семејски, што значи „они који живе као породица“ и према високим моралним принципима, била је група старовераца која се преселила у тада пољски, а данас белоруски град Гомељ. Катарина II Велика дала их је протерати на југ руске Бурјатије под изговором да тамо могу служити као земљорадници Козацима који су од Монгола чували границу Руског царства. Њихови потомци, као и потомци других старовераца протераних из других делова Русије у 18. веку, и данас живе на овим просторима.

## Култура
Семејски данас броје око 200.000 припадника који говоре Јужнорускиm дијалектом с много позајмљеница из белоруског, украјинског и бурјатског језика . Они и даље практикују старе православне ритуале, а њихове свакодневне активности заснивају се на култу породице, о чему сведочи и њихово име.
Карактеришу их и оригиналне народне ношње, народни занати, станови, сликарство, украси, храна, као и музика. Наиме, Семејски одржавају дугу усмену традицију поучавања и вокалног вишегласног хорског певања, које се посебно изводе за породичне прославе и популарне фестивале. Ове песме се називају драули, а корене имају у руској средњовековној литургијској музици.

## Галерија
- Староверска црква св. Николе у округу Мухорсибирск у Бурјатији
- Староверска црква у Тарбагатају
- Уређена врата богатог староверца Борисова, Етнографски музеј, Улан-Уде
- Стогодишња кућа Семејских у Новом Брјанску
- Обојени прозорски капци